# Municipio de Sumner (Míchigan)
El municipio de Sumner (en inglés: Sumner Township) es un municipio ubicado en el condado de Gratiot en el estado estadounidense de Míchigan. En el año 2010 tenía una población de 1930 habitantes y una densidad poblacional de 20,74 personas por km².

## Geografía
El municipio de Sumner se encuentra ubicado en las coordenadas 43°20′7″N 84°47′8″O / 43.33528, -84.78556. Según la Oficina del Censo de los Estados Unidos, el municipio tiene una superficie total de 93.04 km², de la cual 92,33 km² corresponden a tierra firme y (0,77 %) 0,71 km² es agua.

## Demografía
Según el censo de 2010, había 1930 personas residiendo en el municipio de Sumner. La densidad de población era de 20,74 hab./km². De los 1930 habitantes, el municipio de Sumner estaba compuesto por el 98,55 % blancos, el 0,1 % eran afroamericanos, el 0,21 % eran amerindios, el 0,1 % eran asiáticos, el 0,31 % eran de otras razas y el 0,73 % eran de una mezcla de razas. Del total de la población el 1,76 % eran hispanos o latinos de cualquier raza.